# 安德烈斯·诺西奥尼
安德烈斯·诺西奥尼（西班牙語：Andrés Nocioni，1979年11月30日—），阿根廷职业篮球运动员，身高6尺7寸，体重225磅，司职小前鋒。在2004年NBA选秀落選，但最終被芝加哥公牛簽下。